# Ендрю Вуд
Ендрю Вуд — американський музикант, вокаліст сіетлських рок-гуртів Malfunkshun та Mother Love Bone.

## Життєпис
Ендрю Патрік Вуд народився в 1966 році в Коламбусі, Міссісіпі. Велика родина — в Ендрю було два старших брати, Кевін та Браян — часто переїздила с місця на місце, аж доки в 1976 році не зупинилась на Острові Бейнбрідж біля Сіетлу. Через сварки в родині, діти росли самостійно, і вже в ранньому віці Ендрю вперше спробував марихуану та алкоголь. Окрім цього Вуд почав захоплюватись музикою, Елтоном Джоном та Kiss, та мріяти про те, щоб стати рок-зіркою.
Коли Ендрю було 14 років, разом зі старшим братом Кевіном та ще одним знайомим Вуд заснував власний гурт, який згодом отримав назву Malfunkshun. Ендрю співав в ньому та грав на бас-гітарі. Він виділявся своїм сценічним образом, одягаючи яскраві костюми та фарбуючи лице в білий колір. Харизматичний фронтмен був шалено популярним серед дівчат, та поводив себе як справжня рок-зірка. Навіть на концертах в маленьких клубах він спілкувався з публікою, немов би грав на величезному стадіоні. Malfunkshun грали музику, що поєднувала елементи важкого металу та панк-року, а Ендрю, який взяв собі псевдонім «Лендрю — дитя кохання», шукав натхнення в образах Прінса та Джина Сіммонса. Гурт став досить відомим на місцевій музичній сцені, але випустив лише декілька пісень, що потрапили на збірку Deep Six в 1986 році. Зворотною стороною популярності стала шкідлива звичка, притаманна «справжнім рокерам»: Ендрю Вуд став надмірно захоплюватись наркотиками й в 1985 році вперше потрапив до реабілітаційного центру.
В 1988 році Ендрю Вуд приєднався до двох колишніх музикантів місцевого гурту Green River, які створили новий колектив Mother Love Bone. Вуду пасував стиль MLB, який був ближчим до популярного глем-металу і навіть отримав власну назву — «love rock». Він добре порозумівся зі Стоуном Ґоссардом та Джефом Аментом, які також мали великі амбіції, та хотіли грати музику, відмінну від похмурішого та депресивного сіетлського «сладжу». 1989 року Mother Love Bone підписали контракт з великим лейблом Polygram — чи не першими з хвилі ґранджових гуртів — та випустили мініальбом Shine. Платівка була позитивно сприйнята пресою, тому гурт став посилено працювати над повноцінним лонгплеєм. Коли запис було вже закінчено, Вуд знову потрапив до рехабу, щоб бути «чистим» напередодні виходу платівки та концертного турне. Проте 16 березня 1990 року його знайшли непритомним через передозування героїну. Співак провів три дні в комі, після чого його визнали мертвим та відключили від апарату штучного дихання.
Смерть Вуда стала величезною трагедією для всієї місцевої сцени. Друзі Вуда з Mother Love Bone та Soundgarden, зокрема колишній сусід по кімнаті Кріс Корнелл, створили сайд-проєкт Temple of the Dog і випустили однойменний альбом. Пізніше учасники цього колективу заснували новий гурт, що отримав назву Pearl Jam та став однією з провідних ґранджових команд. Alice in Chains присвятили Вуду вже готовий дебютний альбом Facelift, а пізніше написали про нього пісню «Would?». Хітова композиція увійшла до саундтреку до фільму «Одинаки», який вийшов в 1992 році та також був натхнений смертю Вуда та єднанням сіетлської музичної сцени.
Єдиний повноцінний альбом Mother Love Bone Shine, записаний за участі Вуда, вийшов в 1991 році. Також в 1995 році Стоун Ґоссард видав демозаписи Malfunkshun, які увійшли до альбому Return to Olympus. 2005 року вийшов документальний фільм: «Несправність: історія Ендрю Вуда».
Ендрю Вуд вважається одним з найяскравіших сіетлських музикантів, який суттєво вплинув на розвиток ґранджу, найпопулярнішого музичного стилю першої половини дев'яностих років. На сайті Loudwire його занесли до списку з десяти «ікон гранджу», зауваживши, що якби не трагічна смерть Вуда, Mother Love Bone могли б стати одним з найвідоміших рок-гуртів десятиріччя.

## Дискографія
Malfunkshun
- 1995 — Return to Olympus[8]
- 2011 — The Andrew Wood Story[9]

Mother Love Bone
- 1990 — Shine (EP)[10]
- 1990 — Apple[11]
- 1992 — Mother Love Bone (збірка)[12]
- 2016 — On Earth As It Is — The Complete Works (збірка)[13]